# Sorgschrofen
Sorgschrofen er et 1.635 m højt bjerg i Allgäuer Alperne i Bayern, Tyskland. En lavere tinde til bjerget er 1.613 m høje Zinken. Der er et bjergtindekors på både Sorgschrofen og Zinken.

## Quadripunkt
Bjergtinden er den eneste forbindelse Jungholz har til resten af Østrig. En sjælden hændelse fundet på tinden er, at fire grænser (to tyske og to østrigske) mødes i et såkaldt quadripunkt:
- Bad Hindelang (Vest, Bayern, Tyskland)
- Pfronten (Øst, Bayern, Tyskland)
- Jungholz (Nord, Tyrol, Østrig)
- Schattwald (Syd, Tyrol, Østrig)

### Historie
Grænsen mellem denne del af Bayern og Tyrol blev defineret af grænsetraktaten fra 1844, som blev sat i kraft i 1850; "Grenzberichtigungsvertrag vom 30. Jänner 1844, mit dem Ergänzungsvertrag vom 16. Dezember 1850". Traktaten erklærer, at grænserne mødes ved grænsesten 110, som står på toppen af bjerget.

## Bestigning
Sorgschrofen er et populært bjerg for bjergvandrere. En vandrer kan bestige bjerget på to måder: Direkte til toppen fra Jungholz eller fra Unterjoch og over Zinken, som er placeret på grænsen 265 m sydvest for hovedtinden.

### Fra Jungholz
Fra Jungholz kan du enten tage en skilift for at slå genvej eller vandre op af en sti til Älpele Hytte og derfra klatre til toppen af bjerget.

### Fra Unterjoch
Ved start parkeringspladsen i Unterjoch går du forbi kirken og øst til Zehrerhöfe på en vej, hvor asfalteringen pludselig stopper. En retvinklet sti leder dig til hovedstien til toppen. Derfra følger du stien op af skrænten. Det bliver meget stejlere, og nogle steder er sikrede med stålwire. På et tidspunkt skal du mase dig igennem en sprække. Efter du har nået Zinken, skal du krydse bjergryggen for at nå bjergtinden. Vejen over bjergryggen er kun egnet til erfarne vandrere, som er absolut trædsikre, fordi selvom vejen er delvist sikret, er den ofte meget åben. Stien kan være delvist dækket af is og sne indtil det sene forår. Før det er en bestigning - selv for eksperter - ikke anbefalet.

## Eksterne links
- Wikimedia Commons har flere filer relateret til Sorgschrofen
- Hikr.org (på tysk): Mange forskellige tourguider og ruter.